# Match des Étoiles de la Ligue majeure de baseball 2006
Le match des Étoiles de la Ligue majeure de baseball 2006 (2006 MLB All-Star Game) est la 77e édition de cette opposition entre les meilleurs joueurs de la Ligue américaine et de la Ligue nationale, les deux composantes de la MLB.
Le match s'est tenu le 11 juillet 2006 au PNC Park, antre des Pirates de Pittsburgh.

## Home Run Derby

Logo Home Run Derby 2006

| PNC Park, Pittsburgh -- N.L. 62, A.L. 24 | PNC Park, Pittsburgh -- N.L. 62, A.L. 24 | PNC Park, Pittsburgh -- N.L. 62, A.L. 24 | PNC Park, Pittsburgh -- N.L. 62, A.L. 24 | PNC Park, Pittsburgh -- N.L. 62, A.L. 24 | PNC Park, Pittsburgh -- N.L. 62, A.L. 24 | PNC Park, Pittsburgh -- N.L. 62, A.L. 24 |
| Joueur                                   | Équipe                                   | Round 1                                  | Round 2                                  | Subtotal                                 | Finals                                   | Total                                    |
| ---------------------------------------- | ---------------------------------------- | ---------------------------------------- | ---------------------------------------- | ---------------------------------------- | ---------------------------------------- | ---------------------------------------- |
| Ryan Howard                              | Philadelphia                             | 8                                        | 10                                       | 18                                       | 5                                        | 23                                       |
| David Wright                             | New York (NL)                            | 16                                       | 2                                        | 18                                       | 4                                        | 22                                       |
| Miguel Cabrera                           | Florida                                  | 9                                        | 6                                        | 15                                       | –                                        | 15                                       |
| David Ortiz                              | Boston                                   | 10                                       | 3                                        | 13                                       | –                                        | 13                                       |
| Jermaine Dye                             | Chicago (AL)                             | 7                                        | –                                        | –                                        | –                                        | 7                                        |
| Lance Berkman                            | Houston                                  | 3                                        | –                                        | –                                        | –                                        | 3                                        |
| Miguel Tejada                            | Baltimore                                | 3                                        | –                                        | –                                        | –                                        | 3                                        |
| Troy Glaus                               | Toronto                                  | 1                                        | –                                        | –                                        | –                                        | 1                                        |